# 挪威語言委員會
挪威語言委員會（挪威語：Språkrådet）是負責語言事務的挪威國家諮詢機構。該機構於2005年起取代了挪威語委員會（挪威語：Norsk språkråd）。該委員會爲挪威文化部的下屬機構，目前擁有35名僱員。 挪威境內另外一個與語言事務相關的機構是挪威學院。 

## 歷史
挪威語言委員會的前身是挪威語委員會，後者於1974年建立，並且於2005年被取代。挪威語委員會原有僱員38名，並且負責發佈挪威語單詞的規範拼寫列表。該列表部分單詞有兩種形式，一種爲政府公務所用，另外一種爲國立學校的教育所用。但是2005年該機構重組爲挪威語言委員會後，兩種拼寫規範被統一。